# Polinomis de Bessel

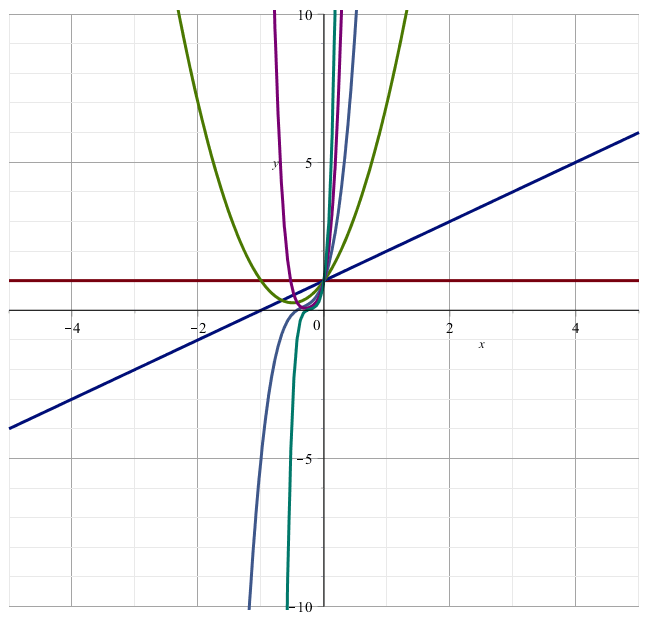
Representació gràfica dels sis primers polynômes de Bessel

En matemàtiques, els polinomis de Bessel són una seqüència ortogonal de polinomis. Hi ha una sèrie de definicions diferents però estretament relacionades. La definició afavorida pels matemàtics ve donada per la sèrie :101
{\displaystyle y_{n}(x)=\sum _{k=0}^{n}{\frac {(n+k)!}{(n-k)!k!}}\,\left({\frac {x}{2}}\right)^{k}.}
Una altra definició, afavorida pels enginyers elèctrics, es coneix de vegades com els polinomis de Bessel inversos :8:15
{\displaystyle \theta _{n}(x)=x^{n}\,y_{n}(1/x)=\sum _{k=0}^{n}{\frac {(n+k)!}{(n-k)!k!}}\,{\frac {x^{n-k}}{2^{k}}}.}

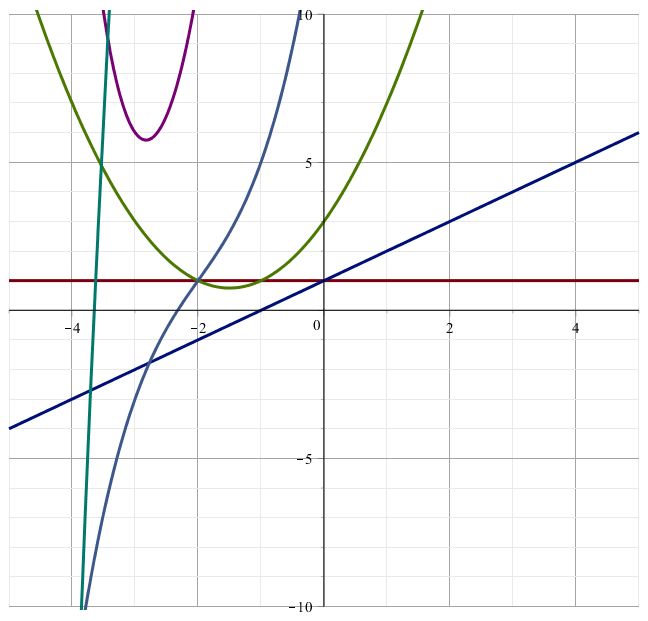
Representació gràfica dels sis primers polynômes de Bessel inverses

Els coeficients de la segona definició són els mateixos que la primera però en ordre invers. Per exemple, el polinomi de Bessel de tercer grau és
{\displaystyle y_{3}(x)=15x^{3}+15x^{2}+6x+1}
mentre que el polinomi de Bessel invers de tercer grau és
{\displaystyle \theta _{3}(x)=x^{3}+6x^{2}+15x+15.}
El polinomi invers de Bessel s'utilitza en el disseny dels filtres electrònics de Bessel.

## Propietats

### Definició en termes de funcions de Bessel
El polinomi de Bessel també es pot definir mitjançant funcions de Bessel de les quals el polinomi treu el seu nom.
{\displaystyle y_{n}(x)=\,x^{n}\theta _{n}(1/x)\,}
{\displaystyle y_{n}(x)={\sqrt {\frac {2}{\pi x}}}\,e^{1/x}K_{n+{\frac {1}{2}}}(1/x)}
{\displaystyle \theta _{n}(x)={\sqrt {\frac {2}{\pi }}}\,x^{n+1/2}e^{x}K_{n+{\frac {1}{2}}}(x)}
on K n ( x ) és una funció de Bessel modificada del segon tipus, y n ( x ) és el polinomi ordinari i θ n ( x ) és el polinomi invers. :7,34Per exemple:
{\displaystyle y_{3}(x)=15x^{3}+15x^{2}+6x+1={\sqrt {\frac {2}{\pi x}}}\,e^{1/x}K_{3+{\frac {1}{2}}}(1/x)}

### Definició com a funció hipergeomètrica
El polinomi de Bessel també es pot definir com una funció hipergeomètrica confluent
{\displaystyle y_{n}(x)=\,_{2}F_{0}(-n,n+1;;-x/2)=\left({\frac {2}{x}}\right)^{-n}U\left(-n,-2n,{\frac {2}{x}}\right)=\left({\frac {2}{x}}\right)^{n+1}U\left(n+1,2n+2,{\frac {2}{x}}\right).}

### Funció generadora
Els polinomis de Bessel, amb l'índex desplaçat, tenen la funció generadora
{\displaystyle \sum _{n=0}^{\infty }{\sqrt {\frac {2}{\pi }}}x^{n+{\frac {1}{2}}}e^{x}K_{n-{\frac {1}{2}}}(x){\frac {t^{n}}{n!}}=1+x\sum _{n=1}^{\infty }\theta _{n-1}(x){\frac {t^{n}}{n!}}=e^{x(1-{\sqrt {1-2t}})}.}

### Recursió
El polinomi de Bessel també es pot definir mitjançant una fórmula de recursivitat:
{\displaystyle y_{0}(x)=1\,}
{\displaystyle y_{1}(x)=x+1\,}
{\displaystyle y_{n}(x)=(2n\!-\!1)x\,y_{n-1}(x)+y_{n-2}(x)\,}

### Ortogonalitat
Els polinomis de Bessel són ortogonals respecte al pes {\displaystyle e^{-2/x}} integrat sobre el cercle unitari del pla complex. :104En altres paraules, si {\displaystyle n\neq m} ,
{\displaystyle \int _{0}^{2\pi }y_{n}\left(e^{i\theta }\right)y_{m}\left(e^{i\theta }\right)ie^{i\theta }\mathrm {d} \theta =0}

## Generalització

### Forma explícita
A la literatura s'ha suggerit una generalització dels polinomis de Bessel de la següent manera:
{\displaystyle y_{n}(x;\alpha ,\beta ):=(-1)^{n}n!\left({\frac {x}{\beta }}\right)^{n}L_{n}^{(-1-2n-\alpha )}\left({\frac {\beta }{x}}\right),}

### Valors particulars
Els polinomis de Bessel {\displaystyle y_{n}(x)} fins a {\displaystyle n=5} són
{\displaystyle {\begin{aligned}y_{0}(x)&=1\\y_{1}(x)&=x+1\\y_{2}(x)&=3x^{2}+3x+1\\y_{3}(x)&=15x^{3}+15x^{2}+6x+1\\y_{4}(x)&=105x^{4}+105x^{3}+45x^{2}+10x+1\\y_{5}(x)&=945x^{5}+945x^{4}+420x^{3}+105x^{2}+15x+1\end{aligned}}}
No es pot factoritzar cap polinomi de Bessel en polinomis de grau inferior amb coeficients racionals. Els polinomis de Bessel inversos s'obtenen invertint els coeficients. De manera equivalent, {\textstyle \theta _{k}(x)=x^{k}y_{k}(1/x)}. Això resulta en el següent:
{\displaystyle {\begin{aligned}\theta _{0}(x)&=1\\\theta _{1}(x)&=x+1\\\theta _{2}(x)&=x^{2}+3x+3\\\theta _{3}(x)&=x^{3}+6x^{2}+15x+15\\\theta _{4}(x)&=x^{4}+10x^{3}+45x^{2}+105x+105\\\theta _{5}(x)&=x^{5}+15x^{4}+105x^{3}+420x^{2}+945x+945\\\end{aligned}}}